# Cyrtodesmus pustuliferus
Cyrtodesmus pustuliferus är en mångfotingart som först beskrevs av Kraus 1960.  Cyrtodesmus pustuliferus ingår i släktet Cyrtodesmus och familjen Cyrtodesmidae. Inga underarter finns listade i Catalogue of Life.